# Näbblök
Näbblök (Allium acuminatum) är en flerårig växtart i släktet lökar och familjen amaryllisväxter. Arten beskrevs av William Jackson Hooker. Inga underarter finns listade i Catalogue of Life.

## Utbredning
Näbblöken växer vilt i Nordamerika, från sydvästra Kanada till västra USA. Den odlas även som prydnadsväxt i andra delar av världen.